# Astana Qazaqstan Team/2024
Deze pagina geeft een overzicht van de UCI World Tour wielerploeg Astana Qazaqstan in 2024.

## Algemeen
Algemeen manager: Aleksandr Vinokoerov
Teammanager: Aleksandr Sjefer
Ploegleiders: Bruno Cenghialta, Claudio Cucinotta, Dmitri Fofonov, Sergej Jakovlev, Mario Manzoni, Giuseppe Martinelli, Mark Renshaw, Stefano Zanini
Fietsen: Wilier Triestina
Kleding: Biemme

## Renners
| Naam                | Geboortedatum | Nationaliteit       | Ploeg 2023                         |
| ------------------- | ------------- | ------------------- | ---------------------------------- |
| Davide Ballerini    | 21-09-1994    | Italië              | Soudal-Quick Step                  |
| Samuele Battistella | 14-11-1998    | Italië              |                                    |
| Alberto Bettiol *   | 29-10-1993    | Italië              | EF Education-EasyPost              |
| Cees Bol            | 25-07-1995    | Nederland           |                                    |
| Chleb Broesenski    | 18-04-2000    | Kazachstan          |                                    |
| Mark Cavendish      | 21-05-1985    | Verenigd Koninkrijk |                                    |
| Anthon Charmig      | 25-03-1998    | Denemarken          | Uno-X Pro Cycling Team             |
| Igor Chzhan         | 02-10-1999    | Kazachstan          |                                    |
| Jevgeni Fjodorov    | 16-02-2000    | Kazachstan          |                                    |
| Lorenzo Fortunato   | 09-05-1996    | Italië              | EOLO-Kometa                        |
| Gianmarco Garofoli  | 06-10-2002    | Italië              |                                    |
| Michele Gazzoli     | 04-03-1999    | Italië              | Astana Qazaqstan Development Team  |
| Jevgenıı Gıdıch     | 19-05-1996    | Kazachstan          |                                    |
| Dmitri Groezdev     | 13-03-1986    | Kazachstan          |                                    |
| Max Kanter          | 22-10-1977    | Duitsland           | Movistar Team                      |
| Anton Kuzmin        | 20-11-1996    | Kazachstan          | Almaty Astana Motors               |
| Aleksej Loetsenko   | 07-09-1992    | Kazachstan          |                                    |
| Harold Martín López | 03-12-2000    | Ecuador             | Astana Qazaqstan Development Team  |
| Daniil Marukhin     | 13-02-1999    | Kazachstan          | Vino SKO Team                      |
| Henok Mulubrhan     | 11-11-1999    | Eritrea             | Green Project-Bardiani-CSF-Faizanè |
| Michael Mørkøv      | 30-04-1985    | Denemarken          | Soudal-Quick Step                  |
| Vadïm Pronskïy      | 04-06-1998    | Kazachstan          |                                    |
| Christian Scaroni   | 16-10-1997    | Italië              |                                    |
| Ide Schelling       | 06-02-1998    | Nederland           | BORA-hansgrohe                     |
| Rüdiger Selig       | 19-02-1989    | Duitsland           | Lotto-Dstny                        |
| Gleb Syritsa        | 14-04-2000    | Rusland             |                                    |
| Harold Tejada       | 27-04-1997    | Colombia            |                                    |
| Santiago Umba       | 20-11-2002    | Colombia            | GW Shimano-Sidermec                |
| Simone Velasco      | 02-12-1995    | Italië              |                                    |
| Nicolas Vinokurov   | 07-07-2002    | Kazachstan          | Astana Qazaqstan Development Team  |

* vanaf 15/8 

### Stagiairs
Per 1 augustus 2024
| Naam              | Geboortedatum | Nationaliteit | Vorige ploeg               |
| ----------------- | ------------- | ------------- | -------------------------- |
| Jesus Miguel Goyo | 14-07-2004    | Venezuela     | MU Training-País de Futuro |
| Ivan Smirnov      | 14-01-1999    | Rusland       | PC Baix Ebre               |
| Declan Trezise    | 30-06-2002    | Australië     | ARA-Skip Capital           |

### Vertrokken
| Naam                   | Geboortedatum | Nationaliteit    | Ploeg 2024                             |
| ---------------------- | ------------- | ---------------- | -------------------------------------- |
| Leonardo Basso         | 25-12-1993    | Italië           | Gestopt                                |
| Manuele Boaro          | 12-03-1987    | Italië           | Gestopt                                |
| David de la Cruz       | 06-05-1989    | Spanje           | Q36.5 Pro Cycling Team                 |
| Joe Dombrowski         | 12-05-1991    | Verenigde Staten | Gestopt                                |
| Fabio Felline          | 29-03-1990    | Italië           | Lidl-Trek                              |
| Martin Laas            | 15-09-1993    | Estland          | Ferei Quick-Panda Podium Mongolia Team |
| Davide Martinelli      | 31-05-1993    | Italië           | Gestopt                                |
| Gianni Moscon          | 20-04-1994    | Italië           | Soudal-Quick Step                      |
| Ywrïy Natarov          | 28-12-1996    | Kazachstan       | Gestopt                                |
| Antonio Nibali         | 23-09-1992    | Italië           | Gestopt                                |
| Nurbergen Nurlykhassym | 25-03-2000    | Kazachstan       | Gestopt                                |
| Aljaksandr Raboesjenka | 12-10-1995    | Wit-Rusland      | Gestopt                                |
| Javier Romo            | 06-01-1999    | Spanje           | Movistar Team                          |
| Luis León Sánchez      | 24-11-1983    | Spanje           | Gestopt                                |
| Andrej Zejts           | 14-12-1986    | Kazachstan       | Gestopt                                |

## Overwinningen
| Afrikaanse kampioenschappen wielrennen wegrit: Henok Mulubrhan Nationale kampioenschappen wielrennen Kazachstan - tijdrit: Dmitriy Gruzdev Kazachstan - wegrit: Dmitriy Gruzdev Tour Colombia 2e etappe: Harold Tejada 4e etappe: Mark Cavendish Ronde van de Abruzzen 3e etappe: Aleksej Loetsenko Eindklassement: Aleksej Loetsenko Puntenklassement: Aleksej Loetsenko Bergklassement: Aleksej Loetsenko Ronde van Turkije 2e etappe: Max Kanter Ronde van Hongarije 2e etappe: Mark Cavendish Critérium du Dauphiné Bergklassement: Lorenzo Fortunato | Ronde van Frankrijk 5e etappe: Mark Cavendish Ronde van het Qinghaimeer Puntenklassement: Henok Mulubrhan Ronde van Langkawi 1e etappe: Gleb Syritsa Ronde van Kyushu 3e etappe: Ivan Smirnov |  |

2005 · 2006 · 2007 · 2008 · 2009 · 2010 · 2011 · 2012 · 2013 · 2014 · 2015 · 2016 · 2017 · 2018 · 2019 · 2020 · 2021 · 2022 · 2023 · 2024 · 2025
Alpecin-Deceuninck · Arkéa-B&B Hotels · Astana Qazaqstan · Bahrain Victorious · BORA-hansgrohe · Cofidis · Decathlon AG2R La Mondiale · EF Education-EasyPost · Groupama-FDJ · INEOS Grenadiers · Intermarché-Wanty · Lidl-Trek · Movistar Team · Soudal Quick-Step · dsm-firmenich PostNL · Jayco AlUla · UAE Team Emirates · Visma-Lease a Bike